# Sophronica fuscoapicalis
Sophronica fuscoapicalis là một loài bọ cánh cứng trong họ Cerambycidae.